# Entschuldige, ich liebe Dich!
Entschuldige, ich liebe Dich! ist ein spanischer Liebesfilm aus dem Jahre 2014 von Joaquin Llamas mit der Hispano-Amerikanerin Paloma Bloyd und dem Italiener Daniele Liotti in den Hauptrollen als ungewöhnliches Liebespaar. Der Film basiert auf dem gleichnamigen Roman von Federico Moccia.

## Handlung
Der Römer Alex ist 37 Jahre jung, gutaussehend und als Werbedesigner ziemlich erfolgreich. Nach langer Zeit hat er sich durchgerungen, nun endlich seiner Freundin einen Heiratsantrag zu machen. Doch zu seinem großen Erstaunen weist sie ihn zurück. Derart perplex, achtet er nicht auf den Straßenverkehr und fährt versehentlich die hübsche 17-jährige, auf einem Motorroller sitzende Schülerin Niki in einer Nebenstraße leicht an. Das Mädchen ist ziemlich kess und überrumpelt ihn derart mit ihrem frischen Charme, dass er sie überall hinfährt, wohin sie will. Ihre jugendliche Vergnügtheit, ihr Witz und ihre Unbekümmertheit bezaubert Alex derart, dass er sich auf etwas einlässt, was ihm bislang undenkbar erschien: Eine Liebesbeziehung zu einer Frau, die zwanzig Jahre jünger ist als er. Niki hingegen hat sehr viel weniger Probleme mit diesem Umstand, denn, das sagt sie ihm später deutlich, war sie sich von Anfang sicher, dass sie in ihm den Mann ihres Lebens gefunden hat. Und deshalb hat sich von Anbeginn Alex gegenüber als sehr anhänglich erwiesen. Alex’ Kumpels aus der Werbeagentur überreden ihn, nachdem sie von seiner neuen Freundin erfahren haben, sie einmal mit Nikis gleichaltrigen Freundinnen bekannt zu machen. Tatsächlich kommt es zu einem Massendate, mit unterschiedlichen Folgen.
Zwischen Niki und Alex laufen die Dinge recht gut, auch wenn einmal Nikis Eifersucht zum Problem wird. Nachdem sie ihren Freundinnen Alex’ wahres Alter gestanden hat, insinuieren sie, dass er womöglich verheiratet sei und sie nur nichts davon wisse. Prompt spürt Niki Alex nach und sieht ihn sich mit einer Frau seines Alters in einem Restaurant angeregt unterhalten. Niki beginnt daraufhin auf seinen Pkw einzuprügeln und zerbricht eine Fensterscheibe. Alex eilt dazu und macht der wütenden Niki klar, dass es sich bei dieser Frau um seine Schwester handelt. Die Schwester spottet daraufhin ihrem Bruder gegenüber über die angebliche Reife, von der Alex Minuten zuvor im Restaurant geschwärmt hatte. Nach einem Zwischenfall in einer Disco, in der Alex von einem Mitschüler Nikis, der ihn „Opa“ genannt hat, niedergeschlagen wird, kommen ihm ernsthafte Zweifel an der Richtigkeit dieser Beziehung. Er sagt Niki, dass er glaubt, dass der Altersunterschied doch zu groß sei. Eine Liebesreise nach Paris zu Nikis 18. Geburtstag gibt beiden noch einmal kurz die Hoffnung auf eine gemeinsame glückliche Zukunft. Wieder daheim, sagt Alex Niki, dass er die Beziehung beenden möchte, weil er meint, dass beide einfach aus zwei grundverschiedenen Welten kommen. Niki stößt ihn zurück und sagt ihm, er sei ein Feigling, der im Leben nichts riskieren möchte. Nach ein paar Wochen weiß Alex, dass er nicht ohne Niki leben möchte und schreibt ihr einen Brief, den er ihrer Mutter übergibt. Auf einer Urlaubsinsel treffen sich Niki und Alex wieder und küssen sich innig.

## Produktionsnotizen
Entschuldige, ich liebe Dich! entstand 2013 in Barcelona, Cadaqués und Paris und wurde am 19. Juni 2014 uraufgeführt. Die deutsche Premiere erlebte der Streifen am 10. Juli 2015 auf DVD.

## Kritiken
Im Lexikon des internationalen Films heißt es: „Harmloser Liebesfilm vor schönen Kulissen, in dem die Romantik über jeden Anflug von Realität triumphiert. Sympathische Schauspieler und etwas Humor lockern die vor sich hin plätschernde Handlung leidlich auf.“
Cinema fand: „Fades Soft-Movie mit extra viel Weichspüler“.